# Tirzo Carpizo
Tirzo Carpizo Hernández (* 15. März 1966 in Coatzacoalcos, Veracruz) ist ein ehemaliger mexikanischer Fußballspieler auf der Position des Torwarts.

## Laufbahn
Carpizo stand von 1987/88 bis zum Sommer 1997 beim CF Monterrey unter Vertrag und erzielte mit den Rayados in der Saison 1991/92 den bisher einzigen nationalen Pokalsieg der Vereinsgeschichte sowie ein Jahr später auch den inzwischen wieder eingestellten Wettbewerb des CONCACAF Cup Winners’ Cup.
Obwohl Carpizo als der „ewige Ersatztorhüter“ galt, brachte er es doch auf insgesamt 125 Einsätze für seinen langjährigen Verein CF Monterrey.

## Erfolge
- Mexikanischer Pokalsieger: 1991/92
- CONCACAF Cup Winners’ Cup: 1993